# Tito Gobbi

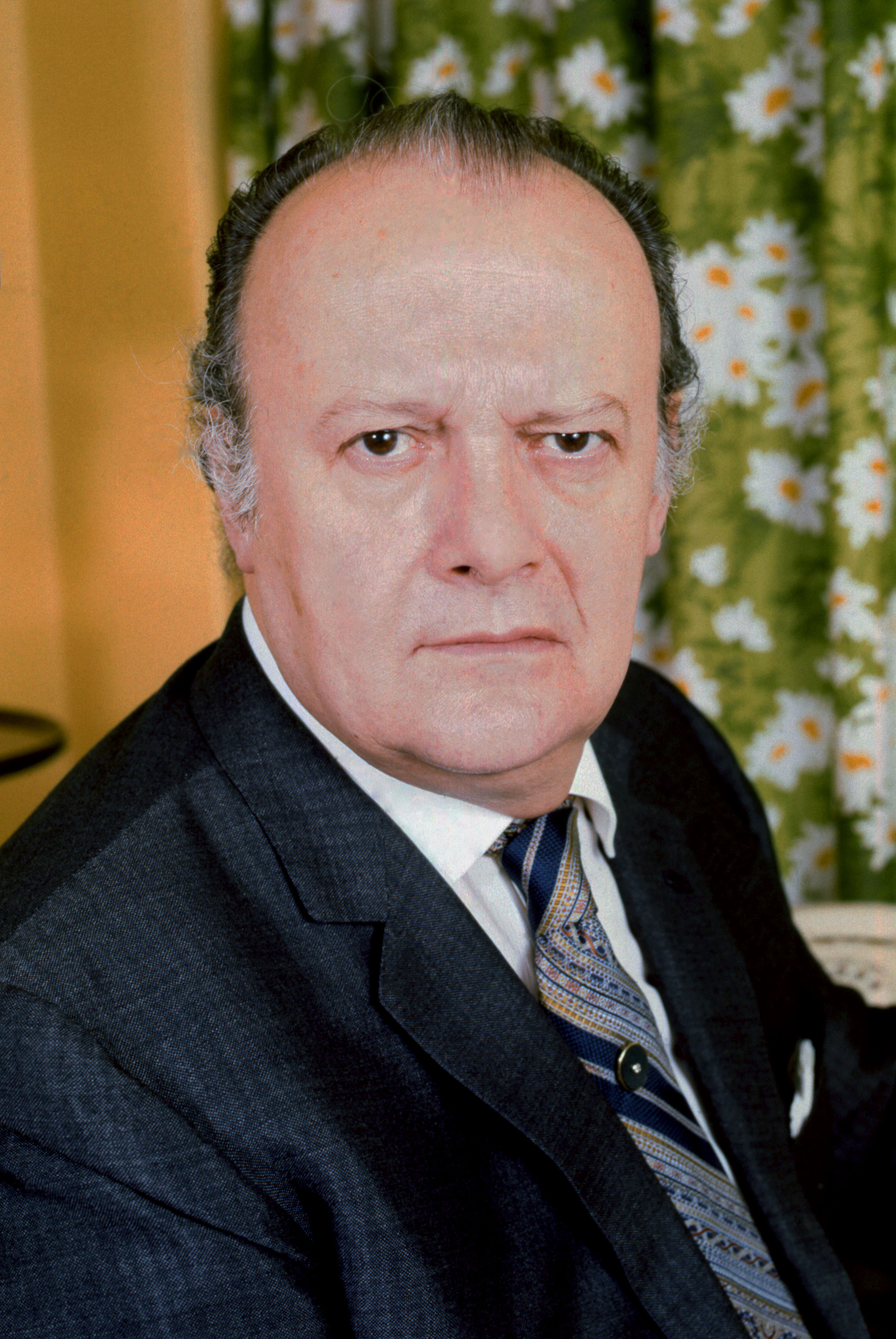
Tito Gobbi, 1973.

Tito Gobbi, född 24 oktober 1913 i Bassano del Grappa i Veneto i Italien, död 5 mars 1984 i Rom, var en italiensk operasångare (baryton) och skådespelare. 
Gobbi studerade juridik vid universitetet i Padua innan han började studera till sångare. Debuten som operasångare kom 1935 som Greve Rodolfo i Vincenzo Bellinis Sömngångerskan. Debuten på La Scala i Milano ägde rum 1942, och första framträdandet på Covent Garden-operan i London kom 1951, i båda fallen i rollen som Belcore i Kärleksdrycken av Gaetano Donizetti.
Han uppträdde oftast på operorna Covent Garden, London, Lyric Opera of Chicago och Rom-operan, men han uppträdde även vid Teatro alla Scala, Metropolitan Opera, L'Opéra Garnier och Wiener Staatsoper. År 1947 sjöng han även vid Kungliga Operan i Stockholm. Han drog sig tillbaka från operascenen 1979, och publicerade samma år en självbiografi. Efter sitt tillbakadragande från den aktiva sångarscenen grundade han Associazione Musicale Tito Gobbi, ägnad att vårda Gobbis musikaliska arv.
Gobbi hade en repertaoar på över etthundra operaroller. Han var kanske mest känd som uttolkare av de stora operorna av Giuseppe Verdi och Giacomo Puccini, såsom Rigoletto, Otello, Falstaff, Simon Boccanegra, Don Carlos, Tosca, Gianni Schicchi och Il Tabarro, men även som Figaro i Rossinis Barberaren i Sevilla, och som titelrollen i Mozarts Don Giovanni.
Gobbi har framträtt i ett 25-tal filmer, i både sång- och talroller. I Franco Zeffirellis uppsättning av Giacomo Puccinis Tosca på Covent Garden-operan 1964, sjöng han Baron Scarpia mot Maria Callas som Tosca, en uppsättning som utsändes på TV av BBC. Den andra akten finns bevarad på video och DVD.
Med sin hustru Tilda fick han en dotter, Cecilia. Gobbi var svåger med den bulgariske bassångaren Boris Christoff.

## Diskografi (urval)
- Donizetti: Kärleksdrycken (Carosio, Monti; Santini, 1952) EMI
- Donizetti: Lucia di Lammermoor (Callas, di Stefano; Serafin, 1953) EMI
- Giordano: Fedora(Olivero, del Monaco; Gardelli, 1969) Decca Records
- Leoncavallo: Pajazzo (Callas, di Stefano; Serafin, 1954) EMI
- Leoncavallo: Pajazzo (Amara, Corelli; Matačić, 1960) EMI
- Franco Leoni: L'oracolo (Sutherland, Tourangeau; Bonynge, 1975) Decca Records
- Mascagni: På Sicilien (Souliotis, del Monaco; Varviso, 1966) Decca Records
- Mozart: Don Giovanni (Welitsch, Schwarzkopf, Kunz, Seefried, Greindl; Furtwängler, 1950) Archipel
- Puccini: La Bohème (Scotto, Poggi; Votto, 1961) Deutsche Grammophon
- Puccini: Gianni Schicchi (de los Ángeles, del Monte; Santini, 1958) EMI
- Puccini: Gianni Schicchi (Cotrubas, Domingo; Maazel, 1976) CBS/Sony
- Puccini: Madama Butterfly (de los Ángeles, di Stefano; Gavazzeni, 1954) EMI
- Puccini: Il tabarro (Mas, Prandelli; Bellezza, 1955) EMI
- Puccini: Tosca (Callas, di Stefano; de Sabata, 1953) EMI
- Puccini: Tosca (Callas, Bergonzi; Prêtre, 1964) EMI
- Puccini: Le Villi (Scotto, Domingo, Nucci; Maazel, 1979) CBS/Sony
- Rossini: Barberaren i Sevilla (Callas, Alva; Galliera, 1957) EMI
- Strauss: Salome (Tasso, Benedetti, Djanel; Simonetto, 1952) MYTO
- Verdi: Aida (Callas, Barbieri, Tucker; Serafin, 1955) EMI
- Verdi: Maskeradbalen (Callas, Ratti, Barbieri, di Stefano; Votto, 1956) EMI
- Verdi: Don Carlos (Stella, Nicolai, Filippeschi, Christoff; Santini, 1954) EMI
- Verdi: Falstaff (Schwarzkopf; Karajan, 1956) EMI
- Verdi: Nabucco (Souliotis, Prevedi; Gardelli, 1965) Decca Records
- Verdi: Otello (Rysanek, Pirazzini, Vickers; Serafin, 1960) RCA
- Verdi: Rigoletto (Callas, di Stefano; Serafin, 1955) EMI
- Verdi: Simon Boccanegra (de los Ángeles, Campora, Christoff; Santini, 1957) EMI
- Verdi: La traviata (Stella, di Stefano; Serafin, 1955) EMI

## Filmografi (urval)
- 1953 – Giuseppe Verdi
- 1952 – Eldfågeln
- 1947 – Pagliacci